# Luiz Gonzaga
Luiz Gonzaga do Nascimento (Exu, 13 de dezembro de 1912 – Recife, 2 de agosto de 1989) foi um cantor, compositor e multi-instrumentista brasileiro. Também conhecido como o Rei do Baião, foi considerado uma das mais completas, importantes e criativas figuras da música popular brasileira.
Cantando acompanhado de sua sanfona, zabumba e triângulo (conjunto básico dos cantores de baião, que ele mesmo definiu), levou para todo o país a cultura musical do nordeste, como o baião, o xaxado, o xote e o forró pé de serra. Suas composições também descreviam a pobreza, as tristezas e as injustiças de sua árida terra, o sertão nordestino. Era torcedor declarado do Santa Cruz Futebol Clube.
Luiz Gonzaga ganhou notoriedade com as antológicas canções "Asa Branca" (1947), "Juazeiro" (1948) e "Baião de Dois" (1950).
Pai adotivo do músico Gonzaguinha, Gonzagão influenciou outros artistas da MPB como Geraldo Vandré, Raul Seixas, Gilberto Gil e Caetano Veloso.

## Primeiros anos

Em 1957.

Nasceu na sexta-feira, dia 13 de dezembro de 1912, numa casa de barro batido na Fazenda Caiçara (povoado do Araripe), a 12 km da área urbana do município de Exu, extremo noroeste do estado de Pernambuco.
Foi o segundo filho de Ana Batista de Jesus, conhecida na região por ‘Mãe Santana’, e oitavo de Januário José dos Santos, um roceiro e sanfoneiro. O padre José Fernandes de Medeiros o batizou na matriz de Exu em 5 de janeiro de 1920.
Seu nome, Luiz, foi escolhido porque 13 de dezembro é o dia da festa de Santa Luzia, Gonzaga foi sugerido pelo vigário que o batizou, e Nascimento por ser dezembro, mês em que o cristianismo celebra o nascimento de Jesus.
A cidade de Exu fica no sopé da Serra do Araripe, e inspiraria uma de suas primeiras composições, "Pé de Serra". Seu pai trabalhava na roça, num latifúndio, e nas horas vagas tocava acordeão; também consertava o instrumento. Foi com ele que Luiz aprendeu a tocá-lo. Muito jovem ainda, já se apresentava em bailes, forrós e feiras, de início acompanhando seu pai, mas com 13 anos já era convidado para shows individuais. Autêntico representante da cultura nordestina, manteve-se fiel às suas origens mesmo seguindo carreira musical no sudeste do Brasil.O gênero musical que o consagrou foi o baião. A canção emblemática de sua carreira foi "Asa Branca", composta em 1947 em parceria com o advogado cearense Humberto Teixeira.
Antes dos dezoito anos, Luiz teve sua primeira paixão: Nazarena, uma moça da região. Foi rejeitado pelo pai dela, o coronel Raimundo Deolindo, que não o queria para genro, pois ele não tinha instrução, era muito jovem e sem maturidade para assumir um compromisso. Revoltado com o rapaz, ameaçou-o de morte. Mesmo assim Luiz e Nazarena namoraram às escondidas por meses e planejavam se casar. Januário e Ana, pais de Luiz, lhe deram uma surra ao descobrirem que ele se envolveu com a moça sem a permissão da família dela, e ainda mais por Luiz tê-la desonrado: os dois disseram isto propositalmente, com o intuito de serem obrigados a se casar. Na época, a moça tinha que casar virgem e se houvesse relação sexual antes do matrimônio o homem era obrigado a casar-se ou morreria. Nazarena revelou ao pai o ocorrido e foi espancada por ele; no entanto Nazarena não engravidou. O coronel Raimundo ficou enfurecido e tentou matar o rapaz, que o enfrentou na luta. Raimundo revelou que, mesmo desonrada, iria arrumar um casamento para a filha com um amigo mais velho que já sabia da situação dela, ou a internaria num convento, mas com Luiz ela não se casaria. Revoltado por não poder casar-se com Nazarena, e por não querer morrer nas mãos do pai dela, Luiz Gonzaga foi para Crato, no Ceará, e depois para a capital daquele estado, Fortaleza, onde ingressou no Exército em julho de 1930.
Lutou no sertão nordestino, combatendo cangaceiros, coiteiros e coronéis. Apesar disso, alimentou grande admiração pelo líder dos cangaceiros, Virgulino Ferreira (o "Lampião"), passando a adotar uma vestimenta inspirada nele ao se profissionalizar.
Durante nove anos viajou por vários estados brasileiros, como soldado, sem dar notícias à família. Passou por, entre outros locais, Teresina (Piauí), onde ajudou a prender o batalhão local, que se recusara a aderir à Revolução de 1930; e Campo Grande, então Mato Grosso (hoje em território correspondente ao Mato Grosso do Sul), onde ajudou a proteger as fronteiras brasileiras de reflexos da Guerra do Chaco. Em agosto de 1932 foi para Belo Horizonte, onde ficou por quatro meses. Nesse mesmo ano mudou-se para Juiz de Fora, onde viveu por cinco anos e teve a oportunidade de aprimorar sua habilidade com a sanfona. Em seguida, foi para Ouro Fino, também em Minas Gerais, onde permaneceu por dois anos. Deu baixa em 27 de março de 1939, no Rio de Janeiro.

## Carreira

### Em busca do reconhecimento

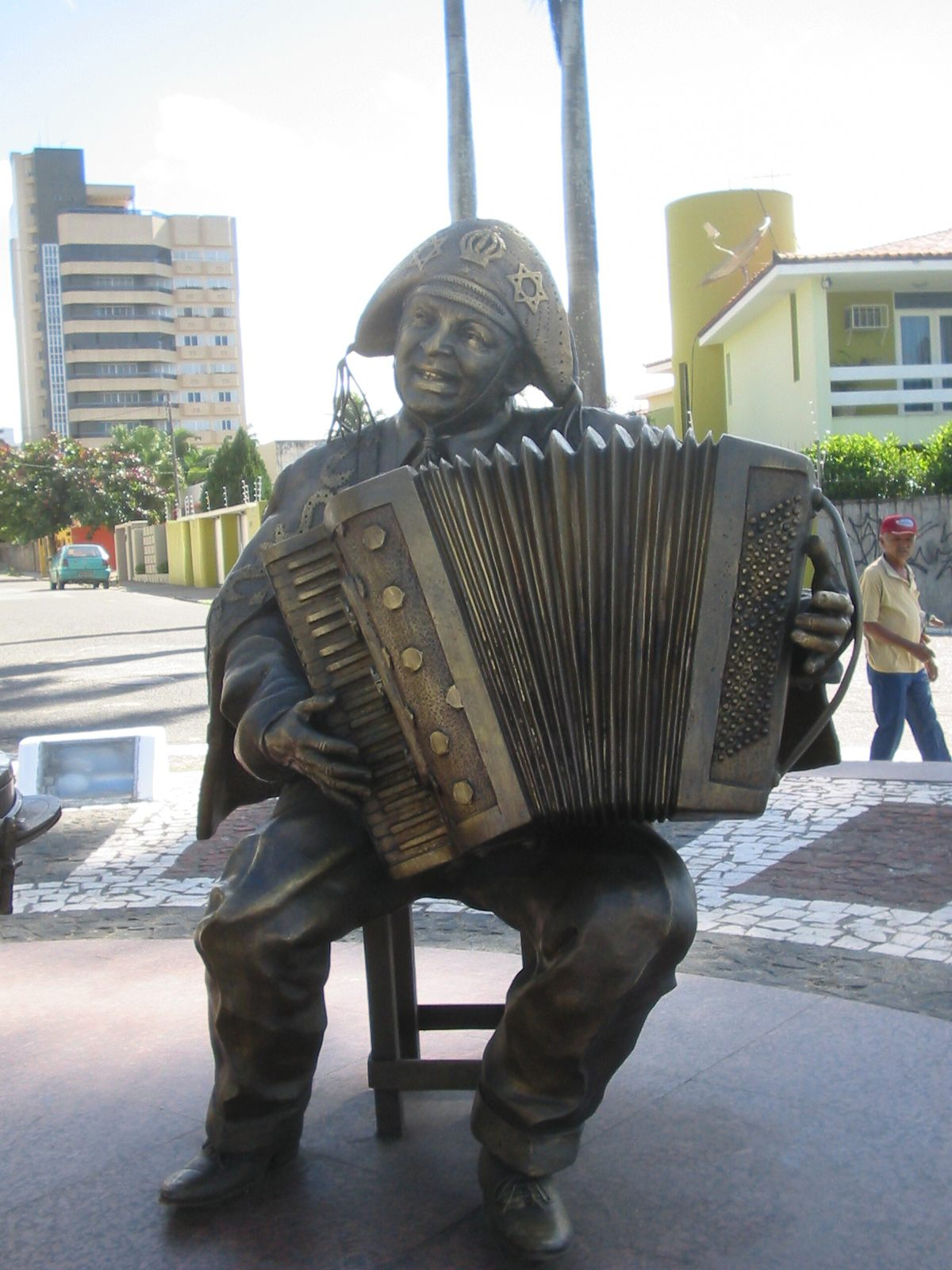
Estátua de bronze que, ao lado da escultura de Jackson do Pandeiro, está em frente ao Açude Velho de Campina Grande.

Antes de ser o rei do baião, conheceu Domingos Ambrósio, também soldado e conhecido na região pela sua habilidade como acordeonista. A partir daí começou a se interessar pela área musical.
Depois da baixa do exército, Luiz pretendia voltar ao Recife de navio. porém, recebeu ordens para permanecer no Rio até que a viagem (ainda sem data) acontecesse. Passava o tempo no quartel limpando e tocando sanfona. Um colega seu um dia lhe recomendou que fosse tocar no Mangue, zona de meretrício do Rio onde bares e ruas ficavam cheios de músicos.
Lá, Luiz fez sucesso e tornou-se amigo de Xavier Pinheiro, que o guiou pelo submundo das zonas do Rio. Estando decidido a se dedicar à música, Luiz escolheu permanecer no Rio de Janeiro, então capital do Brasil, onde a rádio e a música aconteciam na época. Ficou tocando em bares, cabarés e programas de calouros. Nessa época, tocava músicas de Manezinho Araújo (emboladas), Augusto Calheiros (valsas e serestas) e Antenógenes Silva (xotes e sambas), que o ensinou a tocar alguns tangos.  Apresentava-se com o típico figurino do músico profissional: paletó e gravata.
Para ganhar atenção no meio artístico, Luiz foi se apresentar nos dois principais programas de calouros da época no Brasil: Calouros em Desfile, de Ary Barroso, e Papel Carbono, de Renato Murce. Recebeu notas médias em ambos.
Por essa época, passou a frequentar uma república de jovens do Ceará (incluindo Armando Falcão, então futuro político e Ministro da Justiça do governo Ernesto Geisel), onde se apresentava em troca de refeições. Um dia, Armando lhe perguntou por que ele não tocava músicas nordestinas, e foi a partir daí que Luiz passou a integrar canções de sua terra natal em suas apresentações, e percebeu uma resposta positiva do público.
Em 1941, de volta ao programa de Ary, foi vitorioso executando "Vira e Mexe", com sabor regional, de sua autoria.

### Primeiras gravações
O sucesso da apresentação, presenciado pessoalmente por Henrique Foréis Domingues, valeu-lhe um contrato com a gravadora RCA Victor, pela qual lançou mais de cinquenta instrumentais.
Sua primeira atuação em estúdio, contudo, foi como músico de apoio na canção "A Viagem de Genésio", da dupla Genésio e Januário; o registro aconteceu em 5 de março de 1941. No dia 14 do mesmo mês, gravou seus primeiros discos de fato: "Véspera de São João" / "Numa Serenata" (ambas de sua autoria, sendo a primeira coescrita por Francisco Reis) e "Saudades de São João del Rei" / "Vira e Mexe" (a primeira por Simão Jandi, o Turquinho). Ambos foram sucesso entre o público e a crítica.
Ainda em 1941, gravou outros dois discos: "Nós Queremos uma Valsa" (Nássara e Frazão) / "Arrancando o Caroá" (dele mesmo) e "Fariluto (Agustin Lara) e "Segura a Polca" (Xavier Pinheiro). De 1941 a 1945, gravou um total de 32 discos com duas músicas cada, cantando em quatro delas.
Paralelamente aos discos, cortejava uma carreira no rádio, e conseguiu sua primeira oportunidade por meio de Renato Murce, que o levou à Rádio Clube para substituir Antenógenes Silva no programa Alma do Sertão. De lá, logo foi para a Rádio Tamoio, cujo diretor artístico, Fernando Lobo, ele conhecera ao se apresentar numa casa noturna.
Lá, Luiz tentou cavar uma carreira como cantor, mas Fernando o vetou, a ponto de afixar avisos pela emissora permitindo que Luiz se apresentasse somente como sanfoneiro. Luiz driblou a proibição oferecendo-se para substituir cantores quando estes faltavam ao trabalho; ao descobrir a manobra, Fernando pediu ao diretor-geral da rádio, Roberto Martins, que demitisse o sanfoneiro, o que se concretizou. Anos mais tarde, Fernando se diria arrependido de sua atitude, que atribuiu à sua "juventude e incapacidade de ser flexível". Um radialista da emissora, Átila Nunes Pereira, chegou a lhe oferecer espaço como cantor, argumentando que quem mandava em seu programa era ele, mas a saída de Luiz foi ordenada antes que a chance pudesse ser aproveitada.
Mais tarde, Luiz buscou um parceiro para ajudá-lo a escrever as músicas que cantaria. Tentou primeiro Lauro Maia Teles, mas este não se sentia adequado para o posto e acabou lhe indicando Humberto Teixeira, que viraria, efetivamente, seu parceiro. Com ele, compôs 27 músicas entre 1947 e 1952.
Outras parcerias notáveis foram a com o médico Zé Dantas, que rendeu 46 composições, entre elas "A Dança da Moda" e "O Xote das Meninas"; e a com João Silva, que rendeu mais de 30 canções.
Luiz traçava também uma carreira em cassinos. Apresentou-se no Cassino da Urca e realizou temporada de 45 dias no Cassino Ahú, em Curitiba, no estado do Paraná.
Veio depois sua primeira contratação, pela Rádio Nacional. Lá conheceu o acordeonista catarinense Pedro Raimundo, que usava trajes típicos da sua região. A partir de então, surgiu a ideia de apresentar-se vestido de vaqueiro, figurino que o consagrou como artista.
Em 11 de abril de 1945, gravou sua primeira música como cantor, no estúdio da RCA Victor: a mazurca Dança Mariquinha, em parceria com Miguel Lima.
Entre 1951 e 1952 a marca Colírio Moura Brasil celebrou um contrato de teor promocional com o cantor, custeando-lhe uma excursão por todo o país, fato este registrado por Gilberto Gil.
A partir do final dos anos 1950, com a chegada da bossa nova e, mais tarde, da Jovem Guarda, Luiz caiu no ostracismo, embora ainda fosse respeitado e reconhecido pelos cantores mais modernos, retornando ao sucesso nos anos 1970 e 1980, inclusive com parcerias com seu filho Gonzaguinha, com destaque, com a música A Vida do Viajante.

## Vida pessoal e familiar

Em 1970.

Em 1945 conheceu em uma casa de shows da área central do Rio uma cantora de coro e samba, chamada Odaléia Guedes dos Santos, conhecida por Léia. A moça estaria supostamente grávida de um filho ao conhecer Luiz. Foram morar em uma casa alugada, e Luiz assumiu a paternidade da criança, dando-lhe seu nome: Luiz Gonzaga do Nascimento Júnior, que acabaria também seguindo a carreira artística, tornando-se o cantor Gonzaguinha.
A relação entre o casal era boa no início, mas depois começou a se desestabilizar e tornar-se conflituosa, levando Odaléia a sair de casa com o filho, com menos de dois anos de convivência. Luiz a buscou na pensão onde ela voltou a viver, e não aceitava que ela saísse de casa, mas depois decidiu deixá-la lá com o filho. Léia, então, voltou a trabalhar como dançarina e cantora, e criou o filho sozinha, mas Luiz a ajudava financeiramente e visitava o menino. Algum tempo depois, quando Léia adoeceu, Luiz a levou para um sanatório e entregou o filho para Xavier e Dina
Em 1946, Luiz voltou pela primeira vez à sua cidade natal Exu, e reencontrou seus pais, que havia anos não tinham notícias do filho. O reencontro com seu pai é narrado em sua composição Respeita Januário, em parceria com Humberto Teixeira. Ele ficou meses vivendo com os pais e irmãos, mas logo voltou ao Rio de Janeiro.
Ao chegar ao Rio, ainda em 1946, conheceu a professora pernambucana Helena Cavalcanti, em um show que fez, e começaram a namorar. Ele precisava de uma secretária para cuidar de sua agenda de shows e de seu patrimônio financeiro, e antes de a pedir em namoro, a convidou para ser sua secretária. Helena precisava de um salário extra para ajudar os pais, já idosos, com quem ainda morava, e aceitou. Nos dias em que não dava aula para crianças do primário, cuidava das finanças de Luiz em um escritório que ele montara. Eles noivaram em 1947 e casaram-se em 1948, permanecendo juntos até o fim da vida de Luiz. Helena não conseguia engravidar e o casal adotou uma criança, uma menina recém-nascida, a quem batizaram de Rosa Cavalcanti Gonzaga do Nascimento.
Ainda em 1947, a sua primeira companheira Léia morreu de tuberculose, quando seu filho Gonzaguinha tinha dois anos e meio. Luiz queria levar o menino para morar com ele e pediu para Helena criá-lo como se fosse dela, mas ela não aceitou, assim como sua mãe Marieta. O casal na época ainda não tinha adotado Rosa, e Helena queria uma filha, não um filho, e também não queria nenhuma ligação com o passado do marido, mandando-o escolher entre ela ou a criança. Luiz decidiu manter o casamento, e entregou Gonzaguinha para que fosse criado por seus compadres, os padrinhos de batismo da criança, Leopoldina, apelidada de Dina, e Henrique Xavier Pinheiro. Este casal, apesar de muito pobre, criou o menino com seus outros filhos no Morro do São Carlos. Luiz sempre visitava Gonzaguinha e o sustentava financeiramente. Xavier o considerava como a um filho e lhe ensinava a tocar viola. O menino também os considerava como seus pais.
Os anos se passaram e Gonzaguinha jamais aceitou que Luiz não o tivesse criado. Luiz passou a visitar cada vez menos o rapaz, e, sempre que se encontravam, discutiam. Dina e Xavier tentavam aproximar os dois, mas Helena revelou que Luiz era estéril e não era o pai do rapaz. Isso acarretava brigas entre ele e Helena, que usava a filha Rosa, dizendo que se ele não parasse de visitar o filho, Luiz não veria mais a menina. Luiz Gonzaga ficava furioso com os ataques de ciúme e chantagem de Helena, e sempre desmentia para todos a história da paternidade de Luizinho, já que não queria que ninguém soubesse que o menino era seu filho somente no registro civil. Amava o menino de fato, independente de não ser seu filho de sangue.

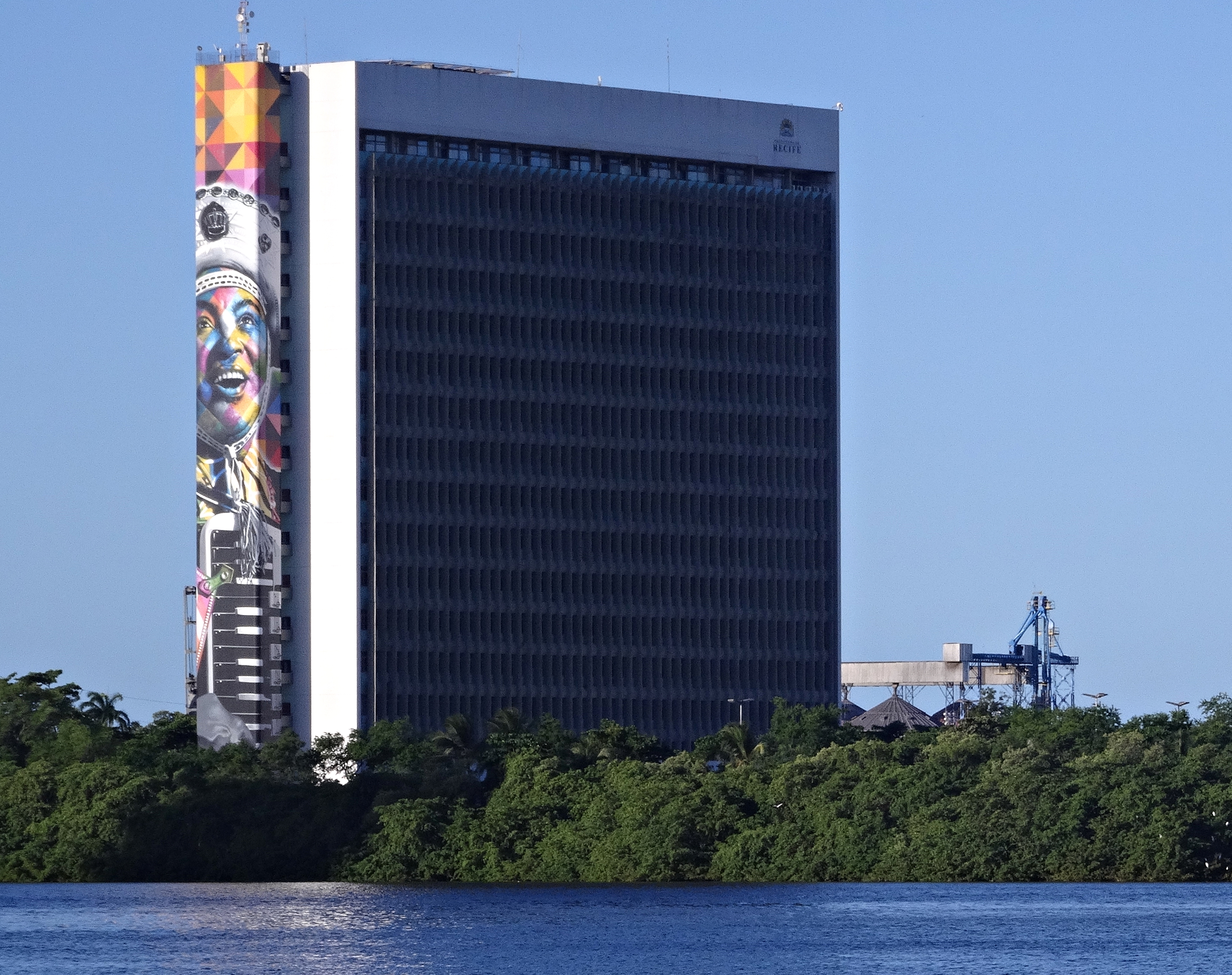
Mural do artista visual Eduardo Kobra em homenagem a Luiz Gonzaga no Palácio Capibaribe Antônio Farias, sede da prefeitura da cidade do Recife, onde o músico faleceu.

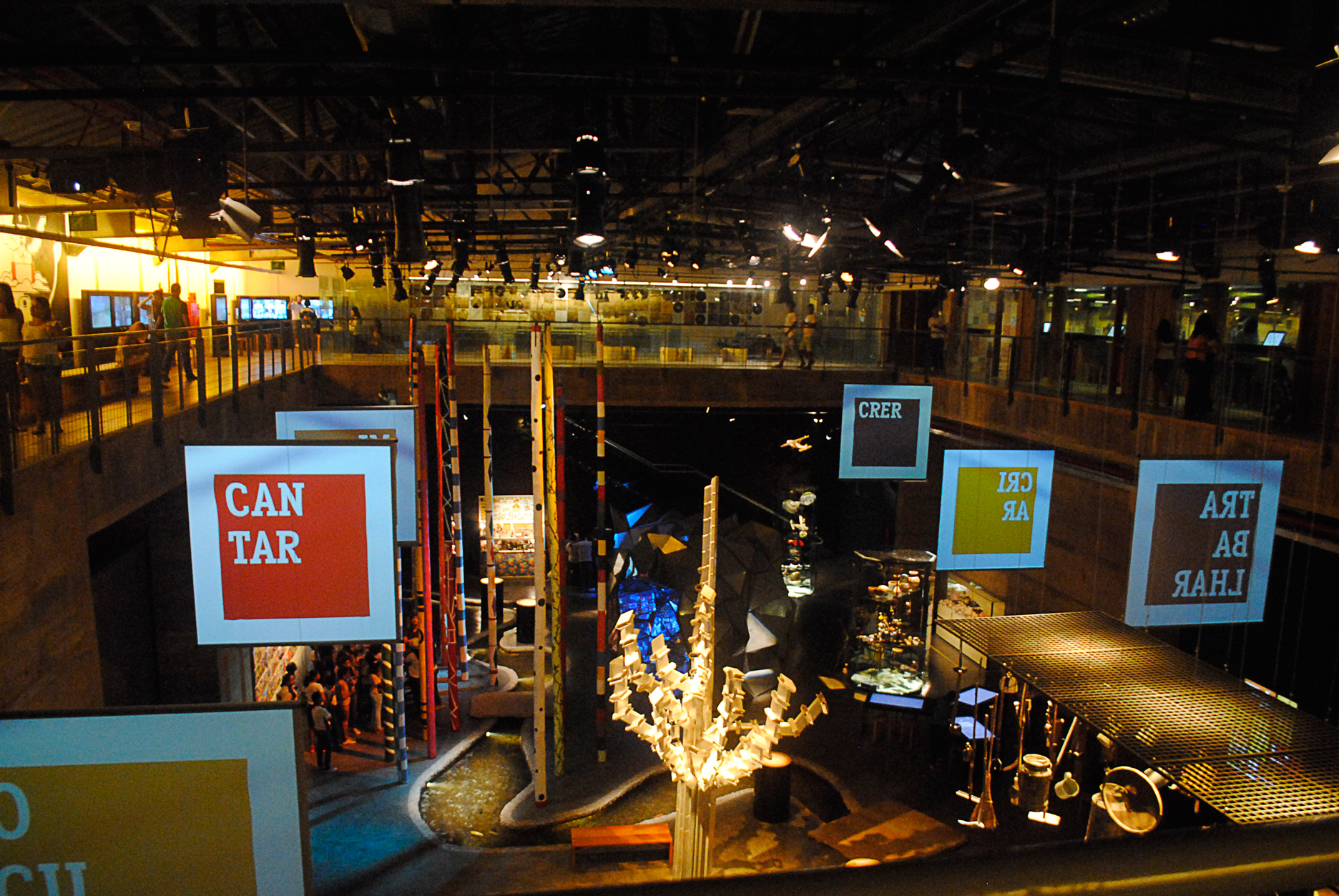
O Museu Cais do Sertão, no Recife, é dedicado ao semiárido nordestino e à obra de Luiz Gonzaga.

Gonzaguinha tornou-se rebelde e não aceitava o pedido do pai para ir morar com ele, mesmo que para isso tivesse que se separar da esposa. Tudo piorou quando chegaram até ele os boatos sobre a paternidade, e acabou por ouvir a confissão de Luiz de que não era seu pai verdadeiro. Luiz Jr. revoltou-se e parou de falar com o pai. Apesar da infância pobre, cresceu feliz ao lado dos irmãos de criação e dos pais de acolhimento. Nessa época Gonzaguinha contraiu tuberculose aos catorze anos, e quase morreu. O tempo passou e aos dezesseis anos Gonzaga o levou à força para morar com ele na Ilha do Governador; pois no início dos anos 1960, o Rei do Baião mudou-se com a família para a Rua Pereira Alves, no bairro insulano do Cocotá, em busca de alívio para uma alergia. Segundo “Vida do viajante: a saga de Luiz Gonzaga”, livro da jornalista francesa Dominique Dreyfus, “diziam que o clima na Ilha era particularmente sadio, que a areia da praia era medicinal.
Havia muitas brigas entre o Luiz Jr. e a madrasta, e Luiz o mandou para um internato. Entre idas e vindas, Luiz Jr. só deixou definitivamente o internato aos dezoito anos. Depois de vencer o vício do álcool, Gonzaguinha conseguiu concluir a universidade (nessa época ele morava na Tijuca, zona norte da cidade do Rio de Janeiro), tornando-se músico como o pai. Os dois passaram a se entender e ficaram mais unidos, chegando a viajar pelo Brasil em 1979 e a compor juntos.

## Últimos anos e morte
Luiz Gonzaga sofreu de osteoporose por anos. Em 2 de agosto de 1989, morreu vítima de parada cardiorrespiratória no Hospital Santa Joana, na capital pernambucana. Outra fonte diz que ele foi vítima de um câncer de próstata. Seu corpo foi velado na Assembleia Legislativa de Pernambuco, no Recife e posteriormente sepultado em seu município natal.

## Homenagens e legado
Em 2003, o então governador de Pernambuco, Jarbas Vasconcelos, sancionou lei que denomina “Rodovia Luiz Gonzaga” o trecho da BR-232 que liga o Recife a Caruaru. O trecho foi estadualizado e recebeu, à época, a importante obra de duplicação.[carece de fontes?]
A Usina Hidrelétrica Luiz Gonzaga, localizada no município de Petrolândia, no sertão pernambucano, foi assim denominada em homenagem ao cantor.
Em 2008, a edição nacional da Revista Rolling Stone publicou a Lista dos 100 maiores artistas brasileiros de todos os tempos. A listagem foi construída a partir da opinião de críticos e estudiosos da cultura do país. Luiz Gonzaga ficou na 13ª posição, a frente de nomes como Vinicius de Moraes e Heitor Villa-Lobos.
Em 2012, Luiz Gonzaga foi tema do carnaval da GRES Unidos da Tijuca, no Rio de Janeiro, com o enredo "O Dia em Que Toda a Realeza Desembarcou na Avenida para Coroar o Rei Luiz do Sertão", fazendo com que a escola ganhasse o carnaval carioca daquele ano.
Ana Krepp, da Revista da Cultura escreveu: "O rei do baião pode ser também considerado o primeiro rei do pop no Brasil. Pop, aqui, empregado em seu sentido original, de popular. De 1946 a 1955 foi o artista que mais vendeu discos no Brasil, somando quase 200 gravados e mais de 80 milhões de cópias vendidas. 'Comparo Gonzagão a Michael Jackson. Ele desenhava as próprias roupas e inventava os passos que fazia no palco com os músicos', ilustra [o cineasta] Breno [Silveira, diretor de Gonzaga — De pai para filho]. Foi o cantor e músico e também o primeiro a fazer uma turnê pelo Brasil. Antes dele, os artistas não saíam do eixo Rio-SP. Gonzagão gostava mesmo era do showbiz: viajar, fazer shows e tocar para plateias do interior".
Em 2012, o filme de Breno Silveira, Gonzaga: de Pai pra Filho, narrou a relação conturbada de Luiz com o filho Gonzaguinha. Em três semanas de exibição o longa metragem alcançou a marca de um milhão de espectadores.
Em 2015, foi inaugurado no Recife o painel do artista Eduardo Kobra em homenagem a Luiz Gonzaga. A obra possui 77 metros de altura e é a maior já feita por Kobra, além de ser o maior painel da América Latina com essas características. Localizado na fachada lateral do prédio da Prefeitura do Recife, o painel já é um símbolo da cidade e marcou a passagem dos 478 anos da capital pernambucana.
Em 5 de janeiro de 2024, o presidente Luiz Inácio Lula da Silva assinou a Lei nº 14.793, autoria do ex-senador Jarbas Vasconcelos, que escreve o nome de Luiz Gonzaga no livro de Heróis e Heroínas da Pátria.

### Filatelia
Em 13 de dezembro de 2012 o Correio Brasileiro, seguindo uma tradição filatélica, emitiu um selo postal em homenagem ao centenário de nascimento de Luiz Gonzaga.

## Discografia
| Ano  | Álbum                                                        |
| ---- | ------------------------------------------------------------ |
| 1951 | Olha pro Céu                                                 |
| 1954 | A História do Nordeste                                       |
| 1954 | Luiz Gonzaga e Januário                                      |
| 1956 | Aboios e Vaquejadas                                          |
| 1957 | O Reino do Baião                                             |
| 1958 | Xamego                                                       |
| 1961 | Luiz "LUA" Gonzaga                                           |
| 1962 | Ô Véio Macho                                                 |
| 1962 | São João na Roça                                             |
| 1963 | Pisa no Pilão (Festa do Milho)                               |
| 1964 | A Triste Partida                                             |
| 1964 | Sanfona do Povo                                              |
| 1965 | Quadrilhas e Marchinhas Juninas                              |
| 1967 | O Sanfoneiro do Povo de Deus                                 |
| 1967 | Óia Eu Aqui de Novo                                          |
| 1968 | Canaã                                                        |
| 1968 | São João do Araripe                                          |
| 1970 | Sertão 70                                                    |
| 1971 | O Canto Jovem de Luiz Gonzaga                                |
| 1971 | São João Quente                                              |
| 1972 | Aquilo Bom!                                                  |
| 1972 | Volta pra Curtir (Ao Vivo)                                   |
| 1973 | Luiz Gonzaga                                                 |
| 1974 | Daquele Jeito...                                             |
| 1974 | O Fole Roncou                                                |
| 1976 | Capim Novo                                                   |
| 1977 | Chá Cutuba                                                   |
| 1978 | Dengo Maior                                                  |
| 1979 | Eu e Meu Pai                                                 |
| 1979 | Quadrilhas e Marchinhas Juninas, vol. 2 — Vire Que Tem Forró |
| 1980 | O Homem da Terra                                             |
| 1981 | A Festa                                                      |
| 1981 | A Vida do Viajante — Gonzagão e Gonzaguinha                  |
| 1982 | Eterno Cantador                                              |
| 1983 | 70 Anos de Sanfona e Simpatia                                |
| 1984 | Danado de Bom                                                |
| 1984 | Luiz Gonzaga & Fagner                                        |
| 1985 | Sanfoneiro Macho                                             |
| 1986 | Forró de Cabo a Rabo                                         |
| 1987 | De Fiá Pavi                                                  |
| 1988 | Aí Tem                                                       |
| 1988 | Gonzagão & Fagner 2 — ABC do Sertão                          |
| 1989 | Vou Te Matar de Cheiro                                       |
| 1989 | Aquarela Nordestina                                          |
| 1989 | Forrobodó Cigano                                             |
| 1989 | Luiz Gonzaga e sua Sanfona, vol. 2                           |

## Videografia
- Gonzaga: de Pai pra Filho (biográfico), 2012